# بيت راصع (الحيمة الداخلية)

تعديل مصدري - تعديل

بيت راصع هي إحدى قرى عزلة بلاد القبائل بمديرية الحيمة الداخلية التابعة لمحافظة صنعاء، بلغ تعداد سكانها 246 نسمة حسب تعداد اليمن لعام 2004.